# Deania calcea
Deania calcea е вид хрущялна риба от семейство Centrophoridae. Видът не е застрашен от изчезване.

## Разпространение и местообитание
Разпространен е в Австралия (Виктория, Западна Австралия, Нов Южен Уелс, Тасмания и Южна Австралия), Ангола, Бенин, Великобритания, Габон, Гамбия, Гана, Гвинея, Гвинея-Бисау, Екваториална Гвинея, Западна Сахара, Ирландия, Исландия, Испания, Камерун, Република Конго, Кот д'Ивоар, Либерия, Мавритания, Мароко, Намибия, Нигерия, Нова Зеландия, Перу, Португалия, Сао Томе и Принсипи, Сенегал, Сиера Леоне, Того, Франция, Чили, Южна Африка и Япония.
Обитава океани и морета. Среща се на дълбочина от 204 до 1490 m, при температура на водата от 2,7 до 12,6 °C и соленост 34,3 – 35,6 ‰.

## Описание
На дължина достигат до 1,2 m.
Продължителността им на живот е около 35 години.